# Rineloricaria phoxocephala
Rineloricaria phoxocephala är en fiskart som först beskrevs av Eigenmann och Eigenmann, 1889.  Rineloricaria phoxocephala ingår i släktet Rineloricaria och familjen Loricariidae. Inga underarter finns listade i Catalogue of Life.